# Улике (река)
Улике́ — малая река в Хабаровском крае, левый приток реки Тумнин. Берёт своё начало в сопках Плоского хребта, к востоку от мыса Юма на побережье Татарского пролива, и впадает в реку Тумнин в 0,6 км от его устья. Течёт в общем южном направлении, между пологими сопками Плоского хребта, отделяющими речку от побережья пролива (на востоке) и более высокими сопками Приморского хребта (на западе). Длина — 39 км.
Притоки — река Ула (в 25 км от устья) и ручей Чёрный огибают слева и справа сопку Улике (высота 400 м). Также притоками Улике являются река Тара (впадает в 20 км от устья), река Большая Жежера (в 20 км), ручьи Лесной, Луговой, Еловый, Ольховый, и ещё с десяток ручьёв без названия. В отличие от всех местных рек Улике достаточно спокойная речка, а в низовьях успокаивается настолько, что образует несколько заводей, самая крупная из которых — залив Лиман, расположенный в 7,8 км от устья реки, вода солёная.
Долина реки почти на всём протяжении заболоченная, в среднем течении река протекает по урочищу Моховое. В устье Улике находится село Датта.

## Данные водного реестра
По данным государственного водного реестра России река относится к Амурскому бассейновому округу, водохозяйственный участок реки — пролива Невельского и бассейна Японского моря от мыса Лазарева до северной границы бассейна реки Самарга. Речной бассейн реки — бассейны рек Японского моря.